# ホルン、トランペットとトロンボーンのためのソナタ
ホルン、トランペットとトロンボーンのためのソナタ（Sonate pour cor, trompette et trombone） FP 33a は、フランシス・プーランクが1922年に作曲した室内楽曲。レイモンド・リノシエへと献呈された。曲は1945年に改訂を施されている。

## 概要
この作品は現存するプーランクの室内楽曲の中で、『2つのクラリネットのためのソナタ』に次いで2番目に古い作品である。作曲の筆は1922年8月から10月にかけて、『クラリネットとファゴットのためのソナタ』と並行する形で進められた。初演は1923年1月4日にパリのシャンゼリゼ劇場において、ジャン・ヴィエネルが企画したサティとプーランクのコンサートで行われた。プーランクは1945年に曲を改訂している。
本作は当初より好評を博した。とりわけ、プーランクはシャルル・ケクランによる称賛をある手紙の中で報告している。次のような内容である。「非常によく書けていると見出した彼の『やつ』が大好きだ。これは本質的なことだ。」プーランクの伝記作家であるアンリ・エルは、同年のうちに書かれた2作品が「気難しくてか弱く、木管楽器用として巧みに書かれており、『3つの無窮動』と同時期に書かれた2つのクラリネットのためのソナタが持つあらゆる美点を兼ね備えている」ことを見出している。

## 楽曲構成
チェロソナタを除くプーランクの大半の室内楽曲がそうであるように、本作も短い3つの楽章から構成される。
1. Allegro moderato
2. Andante
3. Rondeau

性格的には音楽の博覧会のような趣を呈し、『フランス6人組』の精神に準拠したものとなっている。キャシー・ヘンケルは第1楽章を舞踏エピソード集、第2楽章を第1楽章のモチーフに由来する子守唄、第3楽章を気楽さを増した舞踏音楽によるロンドであると表現している。彼女は本作に「多様な音色、印象的なリズム、甘美な不協和音、上品な機知」があるとまとめている。